# التنصيب الأول لباراك أوباما

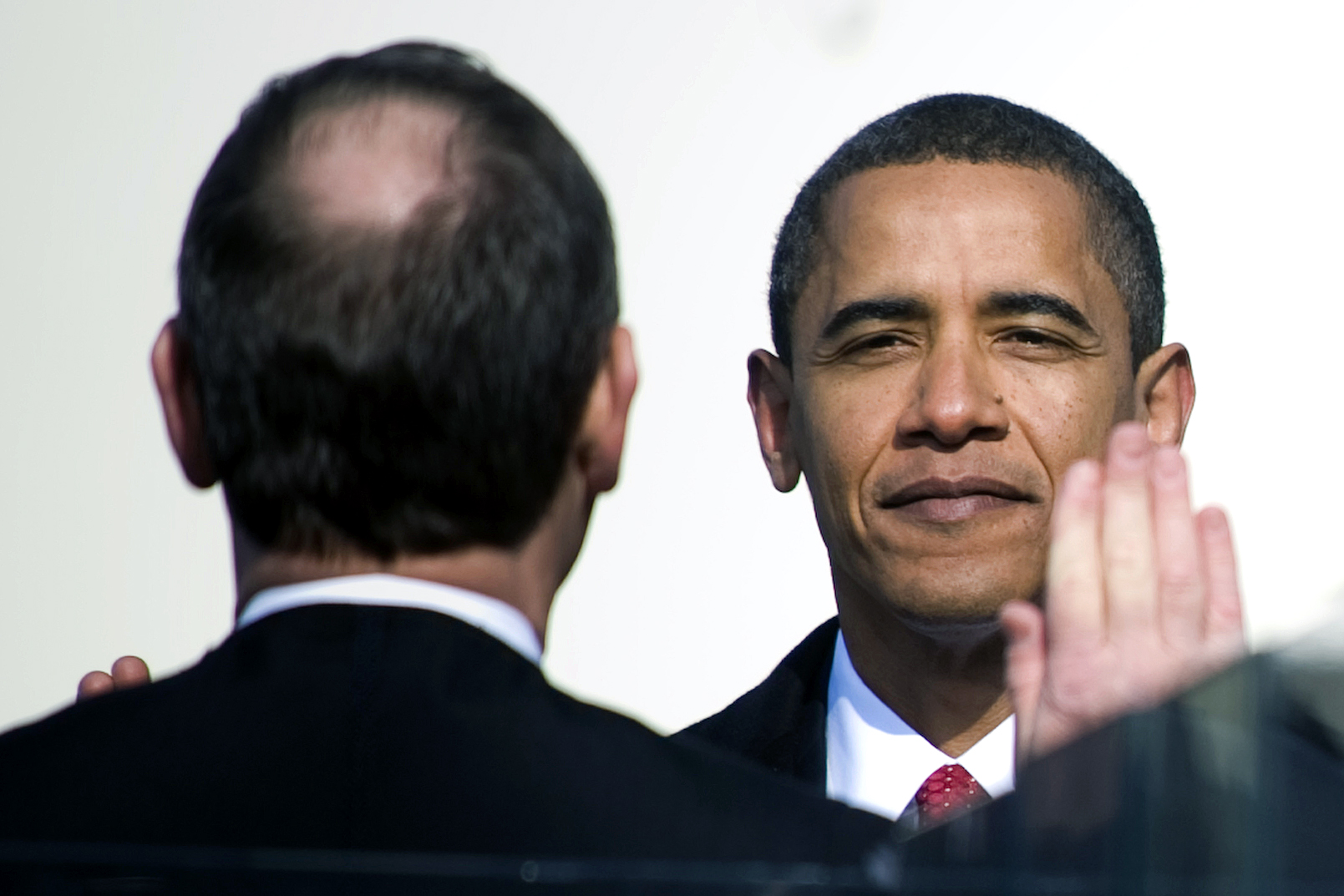
أوباما يؤدي اليمين الدستورية رئيسًا للولايات المتحدة

التنصيب الأول لباراك أوباما الرئيس ال44 للولايات المتحدة في 20 يناير 2009 وفق بنود التعديل العشرين للدستور الأمريكي. كان التنصيب بداية لأربع سنوات لباراك أوباما رئيسًا وجو بايدن نائبًا له. وحسب ما ورد يعتقد بإن التنصيب حضره مليونا شخص تقريبا.

## التحضير
بدأ التنصيب الرسمي في 17 يناير بركوب قطار بدأ من (فيلادلفيا، بنسلفانيا) وتوقف في (ديلاوير) و (بلتيمور،ماريلاند) قبل أن يكمل إلى واشنطن. وكان ذلك تكريم وتقديرا لإبراهام لينكون رئيس الولايات المتحدة الأمريكية السادس عشر، حيث سافر بقطار من فيلادلفيا إلى واشنطن في عام 1861 وتوقف في 70 مكان خلال ذهابه إلى مكان التنصيب ولكنه بدأ جولته من سبرنغفيلد، اليونيز في 11 فبراير 1861 ووصل إلى فيلادلفيا في 21 فبراير.

## مراسم الاحتفال
بدأت نشاطات الاحتفال في 20 يناير، الساعة 10 صباحا بتوقيت شرق أمريكا في الجهة الغربية للعاصمة الأمريكية. واستُخدِمَ مركز التسوق الوطني كمكان عام لجميع الحاضرين، ولكن أقسام المركز التجاري بين الشارع الثالث والرابع (شمال غرب واشنطن) كانت لمن يحمل التذاكر.
تضمن حفل التنصيب عددًا من الموسيقيين والمغنيين وفرق كثيرة منها الفرقة البحرية الأمريكية وجوقة شبان سان فرانسيسكو وحضر أيضا القس ريك وارين والناشط الحقوقي جوزيف لوري.
أدلى نائب الرئيس جو بايدن قسمه أولا أمام جون باول ستيفنز والرئيس أوباما ثانيا أمام جون روبرتز وبذلك أصبح أوباما رئيسا الساعة 12:00 مساء بتوقيت شرق أمريكا. وأدلى أوباما اليمين الدستوري على نسخة الكتاب المقدس التي استعملت أيضا عندما تم تنصيب أبراهام لينكون في عام 1861 واستعمل عبارة «ساعدني يا الله» في نهاية القسم. في أثناء قسم أوباما قام روبرتز ببعض الأخطاء في قراءة القسم عليه بوضع كلمة «بإخلاص» في غير محلها والتي ربما كانت السبب في فشل أوباما في تكرار ما قال له روبرتر، وبجانب ذلك قال أوباما اسمه مبكرا وكان أيضا يتلو القسم بينما روبرتز يقرأ عليه القسم في نفس الوقت، وبعد القسم تم تقديم التحية للرئيس الجديد من قبل القوات المسلحة ببنادق. ومن ثم ألقى باراك أوباما خطاب تنصيبه كرئيس للولايات المتحدة. يُذكر أنه قد تم إعادة إلقاء القسم مرة أخرى وذلك كنوع من الضمان.

## الحضور
حضر التنصيب حوالي مليوني شخص، كان هناك ما يقارب 1.4 مليون يشاهدون من مركز تسوق واشنطن والذي يقع بين نصب واشنطن ومبنى العاصمة الأمريكية، ولقد كان عدد الحضور رقما قياسيا مقارنة بتنصيب لايندن جونسن في عام 1965 الذي حضره 1.2 مليون شخص، وتنصيب جورج بوش والذي كان عدد الحاضرين فيه 300.000 ألف شخص.
تم إرسال الدعوات إلى رؤساء المهمات الدبلوماسية وزوجاتهم في الولايات المتحدة ولم يتم إرسالها إلى شخصيات أجنبية، وكان طيارو التسكينج أحد الضيوف المدعوين، وكذلك الطواقم الخمسة التي كانت في حادثة طائرة 1549 التابعة للطيران الجوي الأمريكي والتي سقطت في نهر هدسون.
قادت ساره أوباما والتي عمرها 87 سنة مجموعة من أقرباء أوباما الكينيين من قرية أبيه كوقلو. وبعضهم سافر من كينيا إلى واشنطن كضيوف مثل عمة باراك ماجي أوباما وعمه سيد أوباما.
ودعا أوباما أيضا فرقة الاستعراضات من مدرسة بيونيهاو، وهي المدرسة الثانوية التي تخرج منها في هاواي لتؤدي قسم من العرض الافتتاحي.

## جمع التبرعات
كان من المتبرعين أشخصا وشركات مثل شركة جوجل ومايكروسوفت ولجنة أوباما أيضا.

## الاحتفالات
قدم إتش بي أو حفلة البداية بعنوان «نحن واحد» عند نصب لينكون في 18 يناير بحضور مغنيين منهم شاكيرا، بيونسي، بون جوفي، كالب جرين، جوش جروبن، بيتر سيغر، جون ليغند وآشر، وقد كانت الحفلة الموسيقية مجانية وحضرها ما يقارب 400.000 ألف شخص وقد اذاعتها إتش بي أو على مجال مفتوح بحيث كل من لديه تلفاز يستطيع مشاهدتها. وتم بعد ذلك قراءة مقاطع تاريخية من قبل شخصيات وممثلين أمريكين.
في 19 يناير استضاف كلا من ميشيل أوباما وجيل بايدن حفل للأطفال بعنوان «نحن المستقبل» في مركز فيريزون. وكان هنالك أيضا المغنية مايلي سايرس وجوناس براذرز حيث أُذيع العرض مباشر على قناة ديزني وراديو ديزني. وتضمن هذا الحدث أيضا مغنيين وممثلين آخرين منهم كوين لطيفة، بيلي ري سايرس وجيمي فوكس.
ارتدى باراك أوباما بدلة مصنوعة من قبل هارت ماركس وهي شركة ملابس للرجال مقرها شيكاغو أما ميشيل أوباما فقد ارتدت ثوب من صنع المصمم الأمريكي المولود في كوبا ايسابل توليدو.

## الحماية
كان هناك 8,000 آلاف شرطي و1,000 ألف عميل فيدرالي وفريق قناصة متخفي في كافة أنحاء المنطقة. إضافة إلى 10,000 فرد من الحرس الوطني، 5,000 منهم في مكان الاحتفال الرسمي و1,300 غير مسلحين يساعدون الشرطة في الحشد الذي كان في مركز التسوق الوطني وبقية الحرس أدى وظائف أمنية أخرى. ولقد فرض قيد على المجال الجوي من قبل إدارة الطيران الفدرالي في المدينة من الساعة 10 صباحا إلى 6 مساء في العشرين من يناير.

## الموكب
سار موكب باراك أوباما بشارع بنسلفينيا وصولا إلى البيت الأبيض. وخلال مسيرة الموكب خرج باراك وميشيل أوباما من سيارة الليموزين مرتين في شارع بنسلفينيا وسارو فيه لفترة وذلك لشدة بهجة الجمهور الذي كان على جوانب الشارع. لقد دخلوا إلى الليموزين وخرجوا في المرة الثاني وذلك بسبب درجة الحرارة الباردة وأيضا المرة الثانية كان من التقاليد أن يكمل المشي إلى داخل البيت بدلا من دخوله بسيارة، فقد سار إلى ما قبل بوابة البيت الأبيض ودخل بسيارة الليموزين المحصنة والمسلحة وذلك بسبب التهديدات المحتملة. كما سار جو وجيل بايدن خلال ذهابهم إلى البيت الأبيض عدة مرات.

## الاهتمام الدولي
كان الاهتمام الدولي غير مسبوق، فقد قام ملايين الناس حول العالم بمشاهدة البث الحي والمباشر لتنصيب باراك أوباما على التلفاز والانترنت. وأقيمت احتفالات في فرنسا برعاية سفير الولايات المتحدة فيها وشخصيات أخرى وكذلك في العاصمة البريطانية لندن، وأيضا شاهد الأمريكيون والاندونيسيون في جاكرتا تنصيب باراك أوباما كأول رئيس للولايات المتحدة الأمريكية من أصل أفريقي.